# K리그 위닝 일레븐 9 아시아 챔피언쉽
K리그 위닝 일레븐 9 아시아 챔피언쉽은 코나미가 제작하여 2005년 12월 1일에 발매한 축구 게임이다.
전작에 이어 K리그가 수록되었다. J리그 역시 수록되어 있으며, 중국 슈퍼 리그는 이번작에서 제외되었다. 전작과 마찬가지로 유럽 유명 클럽들이 포함되었으며, 이번작에서는 국가대표팀 57개국이 등장하면서 시리즈 최초로 국가대표팀이 수록되었다. 또 일본판에 수록된 닛폰 챌린지가 국내판에서는 코리아 챌린지로 바뀌면서 대한민국 축구 국가대표팀을 운영하며 월드컵 지역 예선을 통과해 월드컵 진출, 우승까지 해볼 수 있는 모드가 수록되었다. 하지만 K리그 라이센스 계약이 끝나면서 K리그가 수록된 마지막 위닝 일레븐 시리즈가 되었다. 이후 국내에는 정식 발매되지 않았으며 J리그 위닝 일레븐 타이틀을 이어나가며 J리그와 유럽리그만 수록되었다. 국가대표팀 또한 후속작에서 제외되었다.

## 수록 내용

### 해설
- 캐스터 신승대, 해설 서형욱

## 팀 목록

### K리그
- 광주 상무 불사조
- 대구 FC
- 대전 시티즌
- 부산 아이파크
- 부천 SK
- FC 서울
- 성남 일화 천마
- 수원 삼성 블루윙즈
- 울산 현대 호랑이
- 인천 유나이티드
- 전남 드래곤즈
- 전북 현대 모터스
- 포항 스틸러스

### J리그
| - 가시마 앤틀러스 - 우라와 레드 다이아몬즈 - 오미야 아르디자 - 제프 유나이티드 지바 - 가시와 레이솔 - FC 도쿄 - 도쿄 베르디 1969 - 가와사키 프론탈레 - 요코하마 F. 마리노스 - 알비렉스 니가타 - 시미즈 에스펄스 - 주빌로 이와타 - 나고야 그램퍼스 에이트 - 감바 오사카 - 세레소 오사카 - 비셀 고베 - 산프레체 히로시마 - 오이타 트리니타 | - 콘사도레 삿포로 - 베갈타 센다이 - 몬테디오 야마가타 - 미토 홀리호크 - 자스파 구사츠 - 요코하마 FC - 쇼난 벨마레 - 반포레 고후 - 교토 퍼플 상가 - 도쿠시마 보르티스 - 아비스파 후쿠오카 - 사간 토스 |  |

## 같이 보기
- 위닝 일레븐
- K-리그 스타즈 2001